# Калскаг (аэропорт)
Аэропорт Калскаг (англ. Kalskag Airport), (ИАТА: KLG, ИКАО: PALG, FAA LID: KLG) — государственный гражданский аэропорт, расположенный в 1,6 километрах к западу от центрального делового района города Аппер-Калскаг, Аляска, США.

## Операционная деятельность
Аэропорт Калскаг занимает площадь в 65 гектар, расположен на высоте 17 метров над уровнем моря и эксплуатирует одну взлётно-посадочную полосу:
- 6/24 размерами 975 х 23 метров с гравийным покрытием.